# دودمان هابسبورگ

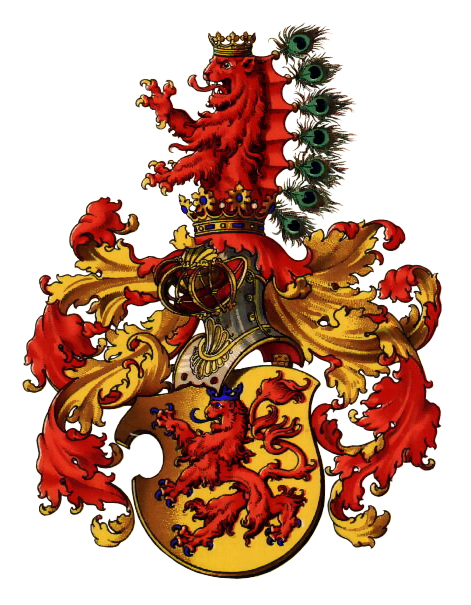
نشان خانوادگی دودمان هابسبورگ

دودمان هابسبورگ (به آلمانی: Habsburg)، (به اسپانیایی: Casa de Austria)، یکی از مهم‌ترین دودمان‌های پادشاهی در اروپا بوده‌است. آوازهٔ این دودمان به خاطر برگزیدن بسیاری از امپراتوران امپراتوری مقدس روم از این دودمان است، همین‌طور پادشاهان اتریش، اسپانیا و چندین کشور دیگر نیز از این دودمان بوده‌اند. این دودمان که خاستگاهشان به سوئیس و کانتون آرگاو بازمی‌گردد، حکمرانی را، نخست در اتریش آغاز کردند که شش سده به طول انجامید. سپس یک رشته از ازدواج‌ها، دوک‌نشین بورگونی، اسپانیا، بوهم و مجارستان را نیز به قلمرو آنان افزود. در سدهٔ ۱۶ میلادی، دودمان به دو بخش هابسبورگ اسپانیا و هابسبورگ اتریش تقسیم شد.

## آغاز کار دودمان
دودمان هابسبورگ نام شان را از دژ نیاکانشان برگرفته‌اند، دژی که در دهه ۱۰۲۰ پایه گذاشته شده و امروز در سوییس نزدیک مرز آلمان جای دارد. آنان در آلزاس زمین‌های پهناوری را میان بازل و استراسبورگ در دست داشتند. اتوی دوم، نخستین کسی بود که نام دژ را بر عنوانش افزود و خود را کنت هابسبورگ نامید. در اکتبر ۱۲۷۳، رودلف یکم در هم‌آوردی با اُتُکار از پادشاهی بوهم، به مقام امپراتور مقدس روم برگزیده شد. این شاه‌گزینش این دو را در برابر هم قرار داد. در ۱۲۸۶، رودلف کانون قدرت دودمان را از دژ هابسبورگ به اتریش برد و دو سال بعد اُتُکار را در نبرد مارخفلد، نزدیک وین شکست داد.

## نگارخانه
